# (21451) Fisher
(21451) Fisher est un astéroïde de la ceinture principale.

## Description
(21451) Fisher est un astéroïde de la ceinture principale. Il fut découvert le 28 avril 1998 à Prescott (Arizona) par Paul G. Comba. Il présente une orbite caractérisée par un demi-grand axe de 2,28 UA, une excentricité de 0,07 et une inclinaison de 0,7° par rapport à l'écliptique.

## Compléments